# Nieuwe Molen (Rullingen)
De Nieuwe Molen (ook: Nieuwmolen of Rullingenmolen) was een watermolen op de Herk in het gehucht Rullingen in de Belgische gemeente Borgloon. De molen is gelegen aan Nieuwmolen 1.

## Geschiedenis
De onderslagmolen, die fungeerde als korenmolen, bestond reeds in 1300 en was, samen met de Oude Molen te Berlingen, vanaf 1582 een banmolen voor de inwoners van Borgloon, Berlingen en Graethem. Er liep een verbindingsweg tussen beide molens, waarvan het talud nog in het landschap is te herkennen.

## Heden
Het huidige molenhuis en molenaarshuis hebben een kern uit de eerste helft van de 17e eeuw. Het onderslagrad was vervaardigd uit hout, maar werd door een ijzeren hoepel bijeengehouden. Omstreeks 1980 werd het verwijderd, doch de as, met de aanzet van de houten spaken, is nog aanwezig.
Het binnenwerk van de molen, met twee -beschadigde- steenkoppels, is nog aanwezig. De molen liep ook schade op door de aardbeving te Luik in 1983.

## Opmerking
Vlak bij de molen bevindt zich een Sint-Antoniuskapel uit de eerste helft van de 20e eeuw, die echter sterk vervallen is.
- Inventaris van het Bouwkundig Erfgoed (Vlaanderen): 31854